# KAY/O (personaje)
KAY/O es un personaje que pertenece al videojuego (creado por Riot Games), Valorant. 

## Historia
KAY/O, un robot de un futuro alternativo, fue creado por los humanos de la época para luchar contra los radiantes con los que estaban en guerra. Utilizando el poder de la radianita polarizada, KAY/O demostró su eficacia a la hora de anular las habilidades de los radiantes, lo que facilitó su eliminación. La radiante Reyna era especialmente importante para KAY/O por sus acciones contra la humanidad, y KAY/O fue capaz de eliminarla. Sin embargo, en ese momento los humanos ya habían sufrido graves pérdidas.
Más tarde, KAY/O viajaría siglos atrás en el tiempo hasta el presente, llegando a una isla cerca del Caribe, y pronto sería reclutado como agente del Protocolo VALORANT. Ahora lucha como agente en una época en la que reina la armonía entre humanos y radiantes, junto a versiones alternativas tanto de los humanos con los que sirvió como de los radiantes contra los que luchó. Sin embargo, las cicatrices de la guerra anterior de KAY/O permanecen, por las pérdidas que sufrió y por el dolor infligido por versiones de los mismos radiantes con los que ahora se encuentra trabajando.

## Personalidad
Aunque es un robot, KAY/O no está especialmente desprovisto de emociones humanas. Llegó a la Tierra como un veterano que ha visto los terribles estragos de la guerra, y lucha decidido a que no vuelva a producirse un conflicto de proporciones similares. Dada su afiliación en la Guerra Humano-Radiante, ha demostrado ser más amable con sus compañeros humanos, mientras que se muestra receloso con los aliados radiantes.
Se le conoce por hacer muchas bromas y comentarios sarcásticos mientras se lanza a la batalla, demostrando que es algo más que su programa como máquina de matar.

## Apariencia
Su cara es una pantalla que muestra distintas imágenes en función de lo que ocurre. Cuando habla, se anima un medidor de picos. El cuerpo, los brazos y la cabeza de KAY/O son de metal. Sus piernas están hechas de lo que parece ser una combinación de metal y cuero. Partes de su cuerpo tienen electricidad y energía visibles, estas partes incluyen sus antebrazos, el centro de su pecho, y los lados de sus piernas.

## Habilidades
| Habilidad      | Video descriptivo | Descripción |
| -------------- | ----------------- | --- |
| Q-UNIDAD/FLASH | Enlace            | Equipa una granada cegadora. Dispara para lanzarla. Después de un breve retraso, el flashbang explota, dejando ciegos a todos los que están cerca.                                                                                           |
| E - PUNTO/CERO | Enlace            | Equipa una cuchilla de supresión. Dispara para lanzarla. La cuchilla se pega contra la primera superficie que toca, luego explota y suprime a cualquier oponente que se encuentre en el radio de la explosión.                               |
| C - FRAG/MENTO | Enlace            | Equipa un fragmento explosivo. Dispara para lanzarlo. El fragmento se pega al suelo y explota varias veces, lo que inflige daño casi mortal en el centro con cada explosión.                                                                 |
| X - CMD/ANULAR | Enlace            | Se sobrecarga al instante con energía de radianita polarizada que le da poder a KAY/O y causa que grandes pulsos de energía emanen desde su ubicación. Los enemigos impactados por dichos pulsos quedan suprimidos durante un breve momento. |